# Ólafur Jóhann Sigurðsson
Ólafur Jóhann Sigurðsson (26 september 1918 - 30 juli 1988) was een IJslandse schrijver.

## Leven
Ólafur Jóhann Sigurðsson groeide in een arme boerenfamilie op. In de wintermaanden kreeg hij les van een rondtrekkende leraar. Door veel te lezen probeerde hij zichzelf verder te ontwikkelen. Toen hij 15 jaar oud was, ging hij naar Reykjavik om schrijver te worden. Hij verdiende de kost als boekverkoper, loopjongen en in een textielfabriek. Een jaar later kwam zijn eerste publicatie uit: Skuggarnir af bænum (schaduwen van de stad). Na nog enkele succesvolle publicaties had hij voldoende geld om IJsland te verlaten. Hij leefde daarna in Kopenhagen, waar hij kennis maakte met de literaire stromingen van zijn tijd en New York, waar hij onder andere toehoorder was bij literatuurvoordrachten aan de Columbia-universiteit(1943-1944). 
Ólafur was in 1976 de eerste IJslander die de  Literatuurprijs van de Noordse Raad ontving. Deze hoge onderscheiding werd hem toegekend voor zijn gedichtenbundels Að laufferjum  (aan de loofferries, "ferjum" betekent veerboot]) en Að brunnum (aan de fontein).
Naast het schrijven van romans, novelles en kinderboeken heeft hij ook literatuur vanuit het Engels in het IJslands vertaald. Zijn werk is in 18 talen vertaald. 
De schrijver en manager Ólafur Jóhann Ólafsson is een zoon van Ólafur Jóhann Sigurðsson.

## Werk
Zijn vroege werk wordt tot het sociaal-realisme gerekend. Zijn bekendste werk is een trilogie over (de verzonnen) Páll Jónsson, die hij in een periode van bijna 30 jaar schreef (1955: Gangvirkið (Uurwerk),1977: Seið og hélog (Tovenaars en Dwaallichten), 1983: Drekar og smáfuglar (Draken en Winterkoninkjes)). Deze romans gelden als hoogtepunt van het realisme in de IJslandse literatuur van de 20ste eeuw. Het thema van zijn werk zijn de grote veranderingen die IJsland in de vorige eeuw onderging: ontvolking van het platteland en stedenvorming.